# Straat Johore
De Straat Johore (ook Straat Tebrau) is een zeestraat die Singapore van de Maleisische staat Johor scheidt en ongeveer vijftig kilometer lang is.
In 1604 verscheen de straat op de eerste landkaart. Het stond toen aangetekend als Salat Tubro. Pas omstreeks 1890 kreeg het de huidige naam.
De straat loopt langs de noordgrens van Singapore en de zuidgrens van Johor in de zuidpunt van het Maleisisch schiereiland. Het is ongeveer 50 kilometer lang en op zijn smalst is het niet meer dan 1 kilometer breed. Het is diep genoeg om door zeeschepen gebruikt te worden. 
In 1927 werd de Territorial Waters Agreement gesloten. Hiermee werd de grens tussen de twee landen getrokken die in het midden van de straat loopt. In 1994 werd deze herzien om de grens te verduidelijken en toekomstige grensgeschillen te voorkomen. Er zijn geen fysieke grensboeien omdat de straat nog door het scheepvaartverkeer veelvuldig wordt gebruikt.
De twee staten worden verbonden door een dam, de Johor–Singapore Causeway, en een brug, de Malaysia–Singapore Second Link. Met de aanleg van de eerste werd in 1919 gestart en op 28 juni 1924 was de officiële opening. Met de bouw van de brug werd begonnen in 1994 en het werd geopend voor het verkeer op 2 januari 1998. In 2003 werden door Maleisië onderhandelingen opgestart om de dam te vervangen door een brug, maar deze mislukten. Latere plannen om het gedeelte van de dam op Maleisisch grondgebied te vervangen door een brug, mislukten eveneens.
Singapore is aan haar zijde ook continu bezig met landaanwinning. Deze projecten tasten echter wel de ecologie in het gebied aan, waardoor onder andere de habitat van de endemische doejong in gevaar komt.
In 1938 kwam een marinebasis gereed voor de Royal Navy. De basis lag aan de straat in het noorden van Singapore bij Sembawang. De Britse oorlogsschepen HMS Prince of Wales en HMS Repulse kwamen hier eind 1941 aan voor een kort bezoek. In 1945 werd de Japanse kruiser Takao door twee Britse militairen tot zinken gebracht. Beiden werden ze onderscheiden met de Britse Victoria Cross, de hoogste Britse militaire onderscheiding.